# Euchaetes zella
Euchaetes zella là một loài bướm đêm thuộc phân họ Arctiinae, họ Erebidae.